# Acte 4 de la Coupe Louis Vuitton 2007
L'Acte 4 de la Coupe Louis Vuitton 2007 est une compétition de la Coupe de l'America 2007. Elle a eu lieu du 15 juin au 21 juin 2005 à Valence.

## Participants
| Syndicat                           | Pays             |
| BMW Oracle Racing                  | États-Unis       |
| Team Shosholoza                    | Afrique du Sud   |
| Emirates Team New Zealand          | Nouvelle-Zélande |
| Luna Rossa Challenge               | Italie           |
| K-Challenge                        | France           |
| Victory Challenge                  | Suède            |
| Desafío Español 2007               | Espagne          |
| Mascalzone Latino - Capitalia Team | Italie           |
| United Internet Team Germany       | Allemagne        |
| China Team                         | Chine            |
| +39 Challenge                      | Italie           |

## Programme
| Date         | Événement             | Résultat |
| 15 juin 2005 | Cérémonie d'ouverture | |
| 16 juin 2005 | Match racing          | Emirates Team New Zealand bat K-Challenge Luna Rossa Challenge bat Mascalzone Latino - Capitalia Team Desafío Español 2007 bat United Internet Team Germany BMW Oracle Racing bat Victory Challenge +39 Challenge bat Team Shosholoza Alinghi bat China Team |
| 16 juin 2005 | Match racing          | Emirates Team New Zealand bat Mascalzone Latino - Capitalia Team United Internet Team Germany bat K-Challenge Luna Rossa Challenge bat Desafío Español 2007 Victory Challenge bat +39 Challenge Alinghi bat Team Shosholoza BMW Oracle Racing bat China Team |
| 17 juin 2005 | Match racing          | Alinghi bat Victory Challenge BMW Oracle Racing bat +39 Challenge China Team bat Team Shosholoza Emirates Team New Zealand bat Desafío Español 2007 Luna Rossa Challenge bat United Internet Team Germany K-Challenge bat Mascalzone Latino - Capitalia Team |
| 17 juin 2005 | Match racing          | Alinghi bat +39 Challenge Victory Challenge bat China Team BMW Oracle Racing bat Team Shosholoza Emirates Team New Zealand bat United Internet Team Germany Desafío Español 2007 bat Mascalzone Latino - Capitalia Team Luna Rossa Challenge bat K-Challenge |
| 18 juin 2005 | Match racing          | Emirates Team New Zealand bat Luna Rossa Challenge Desafío Español 2007 bat K-Challenge Mascalzone Latino - Capitalia Team bat United Internet Team Germany Alinghi bat BMW Oracle Racing Victory Challenge bat Team Shosholoza +39 Challenge bat China Team |
| 18 juin 2005 | Match racing          | BMW Oracle Racing bat Mascalzone Latino - Capitalia Team Alinghi bat United Internet Team Germany Desafío Español 2007 bat Team Shosholoza Luna Rossa Challenge bat Victory Challenge Emirates Team New Zealand bat +39 Challenge K-Challenge bat China Team |
| 19 juin 2005 | Match racing          | Luna Rossa Challenge bat China Team Emirates Team New Zealand bat Victory Challenge +39 Challenge bat K-Challenge BMW Oracle Racing bat United Internet Team Germany Alinghi bat Desafío Español 2007 Mascalzone Latino - Capitalia Team bat Team Shosholoza |
| 19 juin 2005 | Match racing          | Emirates Team New Zealand bat China Team Luna Rossa Challenge bat +39 Challenge K-Challenge bat Victory Challenge BMW Oracle Racing bat Desafío Español 2007 United Internet Team Germany bat Team Shosholoza Alinghi bat Mascalzone Latino - Capitalia Team |
| 20 juin 2005 | Match racing          | Desafío Español 2007 bat +39 Challenge United Internet Team Germany bat China Team Victory Challenge bat Mascalzone Latino - Capitalia Team Luna Rossa Challenge bat Team Shosholoza BMW Oracle Racing bat K-Challenge Alinghi bat Emirates Team New Zealand |
| 20 juin 2005 | Match racing          | Desafío Español 2007 bat China Team Mascalzone Latino - Capitalia Team bat +39 Challenge Victory Challenge bat United Internet Team Germany BMW Oracle Racing bat Luna Rossa Challenge Emirates Team New Zealand bat Team Shosholoza Alinghi bat K-Challenge |
| 21 juin 2005 | Match racing          | K-Challenge bat Team Shosholoza Alinghi bat Luna Rossa Challenge Emirates Team New Zealand bat BMW Oracle Racing Mascalzone Latino - Capitalia Team bat China Team Victory Challenge bat Desafío Español 2007 +39 Challenge bat United Internet Team Germany |

## Classement final
| Rang | Syndicat                           | Points |
| 1er  | Alinghi                            | 11     |
| 2e   | Emirates Team New Zealand          | 10     |
| 3e   | BMW Oracle Racing                  | 9      |
| 4e   | Luna Rossa Challenge               | 8      |
| 5e   | Victory Challenge                  | 6      |
| 6e   | Desafío Español 2007               | 6      |
| 7e   | K-Challenge                        | 4      |
| 8e   | Mascalzone Latino - Capitalia Team | 4      |
| 9e   | +39 Challenge                      | 4      |
| 10e  | United Internet Team Germany       | 3      |
| 11e  | China Team                         | 1      |
| 12e  | Team Shosholoza                    | 0      |